# Lepthyphantes encaustus
Lepthyphantes encaustus là một loài nhện trong họ Linyphiidae.
Loài này thuộc chi Lepthyphantes. Lepthyphantes encaustus được Lawrence Becker miêu tả năm 1879.